# Kanako Murata
Kanako Murata  (en japonés:村田 夏南子; 10 de agosto de 1993), es una luchadora japonesa de lucha libre. Ganó tres medallas en campeonatos asiáticos, de oro en 2012. Tres veces representó a su país en la Copa del Mundo, en el 2014 y 2015 clasificándose en la primera posición. Tercera en la Universiada de 2013. Campeona mundial de juniors del año 2011 y 2012.